# Pericyma albidens
Pericyma albidens là một loài bướm đêm trong họ Erebidae.